# Bitwa na Vučji Do
Bitwa na Vučji Do – starcie zbrojne, które miało miejsce 18 lipca 1876 pomiędzy wojskami czarnogórsko-hercegowińskimi i tureckimi. Bitwa zakończyła się całkowitą klęską armii tureckiej.
Latem 1876 armia czarnogórska, wspierająca hercegowińskie powstanie przeciwko Austriakom, została zagrożona odcięciem przez wojska tureckie Osmana Paszy. Aby nie dopuścić do okrążenia swoich sił, książę Mikołaj I zdecydował się zaatakować Turków rozlokowanych w pobliżu miejscowości Bileća, na północ od miasteczka Drvar.

## Bitwa

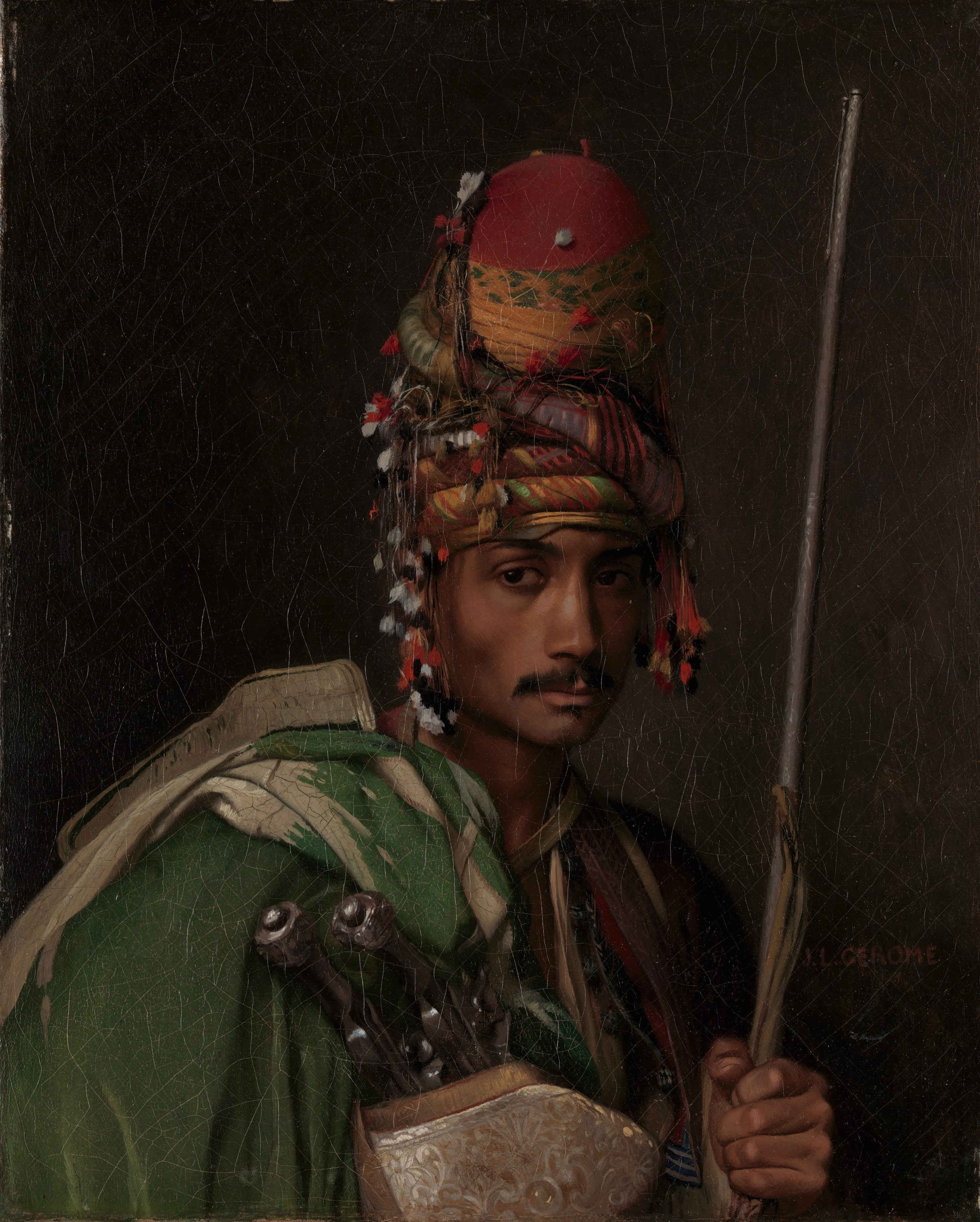
Turecki baszybuzuk z okresu wojny

Niespodziewany ostrzał artyleryjski zaskoczył Turków gdy byli podzieleni na trzy ugrupowania i z tej przyczyny pozbawieni byli sprawnego i jednolitego dowództwa. Wojska czarnogórsko-hercegowińskie przypuściły najpierw atak na prawe skrzydło Turków, które bardzo szybko się załamało. W tej sytuacji turecka awangarda wraz z Osmanem Paszą podjęła próbę przedarcia się pod wioskę Vardar, aby wesprzeć prawe skrzydło. Czarnogórcom udało się jednak opanować Vardar i sąsiedni Kokot, skąd poprowadzili uderzenie na siły Osmana Paszy, rozbijając m.in. liczący ok. 1 000 ludzi oddział baszybuzuków. Inne oddziały czarnogórskie opanowały wzgórze, na którym rozlokowała się osmańska artyleria – wszystkie działa, po krótkiej obronie i śmierci dowódcy Selima Paszy, dostały się w ręce Czarnogórców. Jednocześnie z tym sukcesem do niewoli dostał się głównodowodzący turecki – Osman Pasza, wraz z całym batalionem. Ostatni osmański dowódca – Muhtar Pasza – dysponując tylko częścią swoich sił, podjął jeszcze próbę kontruderzenia ale jego żołnierze ulegli szybko panice i rzucili się do ucieczki. Wojska Mikołaja I ścigały resztki tureckiej armii aż do Bilećy. Turcy z kolei nie zdecydowali się na obronę miasta i następnego dnia rozpoczęli odwrót daleko na południe, aż do miasta Trebinje.

## Po bitwie

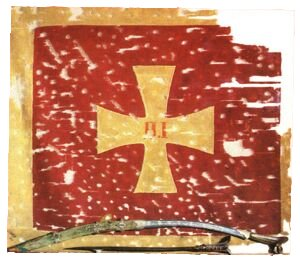
Sztandar Czarnogórców używany podczas wojny

Turcy stracili w bitwie ok. 4 000 zabitych i rannych, w tym jednego z dowódców i ponad 170 oficerów oraz 21 sztandarów i ok. 3 000 karabinów. Wojsko Mikołaja I straciło 70 zabitych i 118 rannych. Sukces ten zapewnił armii czarnogórsko-hercegowińskiej utrzymanie inicjatywy w działaniach wojennych.